# Metal Skin
Metal Skin  è un film del 1994 scritto e diretto da Geoffrey Wright ed interpretato da Aden Young, Tara Morice, Nadine Garner e Ben Mendelsohn.  Il film segue le vite di quattro adolescenti all'interno e nei dintorni del sobborgo operaio di Altona, a Melbourne.

## Trama
Melbourne, 1994. Joe vive con il padre malato di mente nel sobborgo operaio di Altona. Timido e disadattato, Joe trova lavoro in un supermercato dove diventa amico di Dazey, un donnaiolo incallito giunto alla fine della storia con la sua ragazza Roslyn. Savina, una adoratrice del diavolo che lavora con Joe, finge di interessarsi a lui per avvicinarsi a Dazey. Quando Joe scopre l'inganno di Savina, diventa inspiegabilmente violento.

## Produzione
Originariamente il film doveva intitolarsi Speed, ma il titolo venne cambiato in Metal Skin perché in quello stesso anno era già in lavorazione un film con quel titolo.

## Accoglienza
Nonostante le recensioni e le selezioni generalmente positive del Festival del Cinema di Venezia del 1994, Metal Skin si rivelò deludente al botteghino australiano quando fu distribuito il 4 maggio 1995, dove incassò 883.521 dollari. Il critico australiano Andrew Howe lo ha elogiato come "un'oscura arrendevolezza alla disperazione suburbana" tuttavia Todd McCarthy di Variety  ha descritto il film come "così esagerato e incredibilmente cupo che si avvicina a suonare come una parodia di film adolescenziali."

## Novelisation
La novelizzazione di Metal Skin è stata scritta da Jocelyn Harewood e pubblicata dalla Text Publishing nel 1995. Harewood segue il film da vicino ma il libro esplora altri aspetti dei personaggi: la rabbia interiore di Joe nei confronti del padre pazzo e il suo amore per ciò che suo padre è stato; la stregoneria distruttiva di Savina; i momenti di autocoscienza di Dazey. È stato pubblicato come e-book nel novembre 2012 e reso disponibile sul sito Web di Harewood.

## Riconoscimenti
- 1994 - Stockholm Film Festival
  - Nomination per il Bronze Horse
- 1995 - AFI Award
  - Miglior suono
  - Migliore scenografia
  - Nomination come miglior attore a Aden Young
  - Nomination come miglior attrice non protagonista a Nadine Garner
  - Nomination come migliori costumi a Anna Borghesi
  - Nomination come miglior attore non protagonista a Ben Mendelsohn
- 1995 - FCCA Award
  - Miglior attore a Aden Young
  - Miglior attore a Ben Mendelsohn